# Malin Ewerlöf
Malin Ewerlöf, under en tid Ewerlöf Krepp, född 2 juni 1972 i Gävle församling, är en svensk före detta svensk friidrottare och löpare. Hon tillhörde under 1990-talet Europaeliten på medeldistans och nådde även framgångar i terränglöpning och maraton. 1998 tog hon silver vid friidrotts-EM i Budapest.
Ewerlöf har innehaft ett antal svenska löparrekord. Hon erövrade under sin karriär sammanlagt 24 SM-guld.

## Biografi

### Tidiga år, juniortid
Hon var löpningsintresserad som barn och deltog med framgång i sitt första Lilla Lidingöloppet 1979, vid sju års ålder.
Vid 15 års ålder deltog hon 1987 i junior-EM, där hon blev nia på 3000 meter.

### Elitkarriär
Efter vinst i junior-VM i terränglöpning 1989 kom hon under 1990-talet att tillhöra Europatoppen. Hon tog brons vid junior-VM 1990 och guld året därpå på 1500 meter.
Sedan dröjde de internationella framgångarna på seniornivå, samtidigt som hon var en av decenniets löpardominanter mot svenskt motstånd. Mellan 1990 och 1999 tog hon sex guld och tre silver på 800 meter vid friidrotts-SM, och mellan 1988 och 1999 tog hon tio SM-medaljer – varav sju guld – på 1500 meter. Under 1990-talet sprang hennes stafettlag på 4x400 och 4x800 meter hem tio SM-medaljer. Totalt erövrade hon 24 SM-guld (18 guld utomhus och sex guld inomhus), fördelat på de olika sträckorna 800 meter, 1500 meter och maraton, fram till 2005.
Ewerlöfs dominans nationellt ledde till ett antal deltaganden i internationella mästerskap, och så småningom även flera medaljer. Vid OS i Atlanta 1996 deltog hon men slogs ut i försök respektive semifinal på 800 och 1 500 meter. 1997 var hon i VM-final på 1500, både inom- och utomhus (åttonde respektive tionde plats).
Hennes främsta internationella merit blev ett EM-silver på 800 meter, i Budapest 1998. Samma år tog hon EM-silver även inomhus. Det året blev hon femma i Världscupen på sträckan.
Ewerlöf var länge innehavare av de svenska rekorden för damer på 800 och 1500 meter, efter noteringen 1.59,44 på den kortare sträckan och 4.05,49 på den längre – båda rekorden satta 1998. 15 år senare slogs båda rekorden av Abeba Aregawi, som 2022 är rekordhållare på 1500 meter. 2017 slog Lovisa Lindh dock Aregawis 800 meter-rekord.
Totalt vann Ewerlöf Lidingöloppet vid tre tillfällen – 1996, 2001 och 2009. Ewerlöf har under årens lopp tävlat för flera olika klubbar. 1996 var hon aktiv i Spårvägens FK. Hon har även tävlat för IFK Lidingö Friidrott och Södertälje IF.
Ewerlöf utsågs år 1992 till Stor grabb/tjej nummer 403.

### Senare år, andra aktiviteter
Efter avslutad elitsatsning och barnafödande har Ewerlöf kommit tillbaka till friidrotten som tränare och maratonlöperska. I SM i maraton 2007 kom hon på tredje plats efter Anna Rahm och Lilian Magnusson, och i New York City Marathon 2007 var hon bästa svenska med tiden 2:48.50, vilket gav en 23:e plats.
Hon har 2012 delat med sig av sina erfarenheter i boken Bli en bättre löpare med Malin Ewerlöf, skriven tillsammans med Kenneth Gysing och foton av Eric Josjö.
2009 deltog hon i programmet Superstars på TV3, där hon delade lag med fotbollsmålvakten Thomas Ravelli, handbollsspelaren Magnus Wislander och längdskidåkaren Mathias Fredriksson. 2012 deltog hon i Superstars celeb, som var en spin-off på Superstars. Där delade hon först lag med Rafael Edholm, men när denne kollapsat i hinderbanan i slutet av det första avsnittet fick hon Richard Herrey som lagkamrat. De åkte ut precis innan finalen, då de förlorade mot Josefin Lillhage och Hasse Brontén i den ovannämnda hinderbanan, eftersom Herrey slet av hälsenan redan på det första hindret.
Hon deltog 2013 i den femte säsongen av Mästarnas mästare.

### Privatliv och familj
Malin Ewerlöf är dotter till hovrättslagmannen Göran Ewerlöf och mellanstadieläraren Seija, ogift Makkonen. Hon har varit gift med Jan Krepp. Malin Ewerlöf har tre döttrar och är syster till advokaten Pontus Ewerlöf.
Malin Ewerlöf tillhör släkten Ewerlöf och är kusinbarn till skådespelerskan Katarina Ewerlöf.

## Personliga rekord
| Utomhus - 400 meter - 54,98 (Köpenhamn, Danmark 3 september 1994)[källa behövs] - 400 meter - 55,75 (Uddevalla 24 maj 1999) - 800 meter - 1.59,44 (Budapest, Ungern 19 augusti 1998) - 1 000 meter - 2.40,06 (Göteborg 24 augusti 1994) - 1 000 meter - 2.41.72 (Stockholm 10 juli 1995) - 1 500 meter - 4.05,49 (Luzern, Schweiz 24 juni 1997) - 1 engelsk mil - 4.25,34 (Bellinzona, Schweiz 18 augusti 1997) - 2 000 meter - 6.00,2 (Stockholm 21 maj 1989)[källa behövs] - 3 000 meter - 9.02,20 (Stockholm 21 maj 1989) - 3 000 meter - 9:23.37 (Sudbury, Kanada 30 juli 1988) - 10 km landsväg – 35:03 (Stockholm 30 augusti 2009) - Halvmaraton – 1:19:04 (Köpenhamn, Danmark 13 september 2015) - Maraton - 2:44,38 (Stockholm 4 juni 2005) - Maraton - 2:44,43 (Stockholm 4 juni 2005) | Inomhus - 800 meter - 2:01.31 (Stockholm 20 februari 1997) - 1 000 meter - 2:38.11 (Stockholm 25 februari 1999) - 1 500 meter - 4:09.72 (Paris, Frankrike 9 mars 1997) |